# Allison Transmission
Allison Transmission es un fabricante estadounidense de transmisiones automáticas y sistemas de propulsión híbrida eléctrica para vehículos comerciales. Los Productos de Allison son especificados para más de 250 de los principales fabricantes de vehículos del mundo y se utilizan en muchos sectores tales como autobuses, ingeniería urbana, fuego, construcción, distribución, militar y aplicaciones especiales. Con sede en Indianápolis, Indiana, Allison Transmission tiene oficinas regionales en todo el mundo e instalaciones de fabricación en Indianápolis, Indiana y Szentgotthárd, Hungría.

## Productos

### Productos anteriores
Ht755 dr
- Allison V transmission—VH, VH2, VH4, VH5, VH6, VH7, VH9, VS1, VS2-6, VS2-8, V730, V731, VR731, VR731RH
- Allison MH marine reverse and reduction gear
- Allison AT transmission—AT540, AT542, AT543, AT545
- Allison MT transmission—MT640, MT643, MT644, MT647, MT648, MT650, MT653DR, MT654CR, MTB643, MTB644, MTB647, MTB648, MTB653DR, MTB654CR, MT30, MT41, MT42
- Allison HT transmission—HT740D, HT740RS, HT741, HT746, HT747, HT748, HTB748, HT750CRD, HT750DRD, HT754CRD, HT755CRD,  HT755DRD, HTB755CRD, HTB755DRD
- Allison World Transmission—MD3060, MD3060P, MD3560, MD3560P, MD3066, MD3066P, HD4060, HD4060P, HD4560, HD4560P

### Productos actuales por aplicación[1](2011)
- Highway Series
- Rugged Duty Series
- Pupil Transport/Shuttle Series
- Allison Bus Series
- Emergency Vehicle Series
- Motorhome Series
- Truck RV Series
- Specialty Series
- Oil Field Series
- Hybrid Bus Series[2]
- Military Products[3]

### Productos comerciales actuales por modelo[4]
- 1000 Series
- 2000 Series
- 3000 Series
- 4000 Series
- Torqmatic Series
- Off Highway Series (5000, 6000, 8000, and 9000)

## Clientes de Transporte Público de series de autobuses híbridos
GM (General Motors)-Allison mostró la tecnología híbrida para autobuses de tránsito en 2003.  A lo largo de 2011, introdujo 16 modelos híbridos.
En 2008, el número de autobuses híbridos de GM-Allison son más de 2.700 unidades en 81 ciudades de EE. UU. Canadá y Europa, entre las que se incluyen:
- Translink (Vancouver)
- Dresde, Alemania
- King County Metro Transit Authority
- Massachusetts Bay Transportation Authority
- Minneapolis-Saint Paul Metro Transit
- Regional Transportation Commission of Southern Nevada
- Southeastern Pennsylvania Transportation Authority
- Washington Metropolitan Area Transit Authority
- Regional Transportation District Denver, CO
- Maryland Transit Administration
- Indianapolis Public Transportation Corporation

### Autobuses híbridos
- Transmisión para vehículos híbridos
- Hybrid buses will save an estimated 2 400 000 galones americanos (9100 m³) of fuel annually in Washington D.C., Philadelphia and Minneapolis/St. Paul
- Low-Emissions Hybrid Buses.

- Datos: Q2036530
- Multimedia: Allison Transmission / Q2036530